# Тахтасово
Та́хтасово (карел. Tahtahal) — деревня в составе Олонецкого городского поселения Олонецкого национального района Республики Карелия.

## Общие сведения
Расположена на берегу реки Олонка на автодороге Олонец — Вяртсиля.

## Население
| 2002 | 2009 | 2010 | 2013 |
| ---- | ---- | ---- | ---- |
| 73   | ↗74  | ↘52  | ↘46  |